# Вімблдонський турнір 1969
Вімблдонський турнір 1969 проходив з 23 червня по 5 липня 1969 року на кортах Всеанглійського клубу лаун-тенісу і крокету в передмісті Лондона Вімблдоні. Це був 83-ій Вімблдонський чемпіонат, а також третій турнір Великого шолома з початку року.

## Огляд подій та досягнень
У чоловічому одиночному розряді Род Лейвер відстояв свій титул. Це був для нього 10-ий титул Великого шолома й 4-ий виграний Вімблдон. Лейвер переміг також а Австралії й Франції, до другого в його кар'єрі календарного великого шолома залишилося ще виграти Відкритий чемпіонат США.
Панчо Гонсалес та Чарлі Пасарелл зіграли між собою матч, що тривав 122 сети й закінчився перемогою Гонсалеса з рахунком  22–24, 1–6, 16–14, 6–3, 11–9. Цей рекорд призвів до запровадження тайбрейка. Він протримався 41 рік до матчу між 2010 року між Джоном Ізнером та Ніколя Маю.
У жінок Енн Джонс перемогла в фіналі чемпіонку трьох попередніх років Біллі Джин Кінг.  Для Джонс це була перша одиночна перемога на турнірах Великого шолома. Вона стала передостанньою британкою, що тріумфувала на рідних кортах.

## Результати фінальних матчів

### Дорослі
| Одиночний розряд. Джентльмени Детальніше |                         |                    |
| Род Лейвер                               | Джон Ньюкомб            | 6–4, 5–7, 6–4, 6–4 |
|                                          |                         |                    |
| Одиночний розряд. Леді Детальніше        |                         |                    |
| Енн Джонс                                | Біллі Джин Кінг         | 3–6, 6–3, 6–2      |
|                                          |                         |                    |
| Парний розряд. Джентльмени Детальніше    |                         |                    |
| Джон Ньюкомб Тоні Роч                    | Том Оккер Марті Ріссен  | 7–5, 11–9, 6–3     |
|                                          |                         |                    |
| Парний розряд. Леді Детальніше           |                         |                    |
| Маргарет Корт Джуді Тегарт               | Патті Гоґан Пеггі Мічел | 9–7, 6–2           |
|                                          |                         |                    |
| Мікст Детальніше                         |                         |                    |
| Фред Столл Енн Джонс                     | Тоні Роч Джуді Тегарт   | 6–2, 6–3           |
|                                          |                         |                    |

### Юніори
| Одиночний розряд. Хлопці  |                 |               |
| Байрон Бертрам            | Джон Александер | 7–5, 5–7, 6–4 |
|                           |                 |               |
| Одиночний розряд. Дівчата |                 |               |
| Савамацу Кадзуко          | Бренда Керк     | 6–1, 1–6, 7–5 |

## Виноски
1. ↑  Gray, David (26 червня 1969). Pancho wins the longest match. The Guardian. Архів оригіналу за 12 липня 2017. Процитовано 13 липня 2017.
2. ↑  Gentlemen's Singles Finals 1877-2017. wimbledon.com. Wimbledon Championships. Архів оригіналу за 15 лютого 2018. Процитовано 22 липня 2017.
3. ↑  Ladies' Singles Finals 1884-2017. wimbledon.com. Wimbledon Championships. Архів оригіналу за 15 липня 2018. Процитовано 22 липня 2017.
4. ↑  Gentlemen's Doubles Finals 1884-2017. wimbledon.com. Wimbledon Championships. Архів оригіналу за 14 жовтня 2017. Процитовано 22 липня 2017.
5. ↑  Ladies' Doubles Finals 1913-2017. wimbledon.com. Wimbledon Championships. Архів оригіналу за 15 липня 2018. Процитовано 22 липня 2017.
6. ↑  Mixed Doubles Finals 1913-2017. wimbledon.com. Wimbledon Championships. Архів оригіналу за 10 вересня 2017. Процитовано 22 липня 2017.
7. ↑  Boys' Singles Finals 1947-2017. wimbledon.com. Wimbledon Championships. Архів оригіналу за 13 серпня 2017. Процитовано 13 серпня 2017.
8. ↑  Girls' Singles Finals 1947-2017. wimbledon.com. Wimbledon Championships. Архів оригіналу за 14 червня 2018. Процитовано 13 серпня 2017.